# Provincia de Maracaibo
La provincia de Maracaibo fue una de las provincias históricas que se constituyeron durante el período colonial venezolano y que terminaría formando parte integral de la Capitanía General de Venezuela luego de su creación en 1777. Más tarde formó parte de la Gran Colombia y una vez que este país desapareció, del Estado de Venezuela. Abarcó un territorio similar al del actual estado Zulia, incorporando en ocasiones territorios diversos en los actuales estados Táchira, Mérida, Trujillo, Barinas y Apure.

## Historia

### Régimen colonial
- 1499: Alonso de Ojeda recorre las costas del Lago de Maracaibo junto a Américo Vespucio, este último denomina al lugar Venezuela (Pequeña Venecia, inspirado por la analogía de los palafitos del Lago de Maracaibo con la ciudad Italiana del mismo nombre.
- Alonso de Ojeda capituló con el Rey de España el 8 de junio de 1501 para explorar las costas de Venezuela. Se le nombró gobernador de la península de Coquibacoa o Coquivacoa (península de la Guajira) y se le otorgó el derecho de fundar una colonia en ese territorio, lo cual hizo en la península de La Guajira el 3 de mayo de 1502 con el nombre de Santa Cruz, que fue el primer poblado español en territorio venezolano. La colonia duró tres meses, hasta que Alonso de Ojeda fue apresado por sus socios Juan de Vergara y García de Campos, abandonándose la gobernación de Coquibacoa que abarcaba desde el cabo de la Vela hasta el cabo de Chichiriviche.[2]
- 27 de marzo de 1527: El rey de España Carlos I firma la capitulación con los banqueros alemanes Welser concediéndoles el gobierno de la Provincia de Venezuela. Al título de gobernador que se le otorgó a los Welser se le añade el de Capitán General, refiriéndose, sin dudas a su autoridad sobre el ejército.
- 1529: Ambrosio Alfinger, de los Welser, funda Maracaibo y Los Puertos de Altagracia las cuales son abandonadas en 1535 debido a la hostilidad de los indígenas.
- 1569: Alonso Pacheco funda Ciudad Rodrigo de Maracaibo, la cual es abandonada en 1573 debido a la hostilidad de los indígenas.
- 1570: Es creada la Provincia de La Grita
- 1574: Pedro Maldonado funda Nueva Zamora de la laguna de Maracaibo, la cual es incorporada a la Provincia de Venezuela.[3]
- 30 de junio de 1577: El gobernador de la Provincia del Espíritu Santo de la Grita funda Barinas bajo el nombre de Altamira de Cáceres.
- Gibraltar fue fundada el 17 de octubre de 1592 por Gonzalo Piña Ludueña, y constituyó una de las primeras poblaciones del actual estado Zulia, su ubicación estratégica al sur del Lago de Maracaibo y en la falda de los Andes la convirtieron en ruta obligada de los productos que venían del Virreinato de la Nueva Granada y de los Andes pero también en blanco de numerosos ataques piratas.
- 10 de diciembre de 1607: Mérida fue separada del corregimiento de Tunja y unida con la gobernación de La Grita formando el corregimiento de Mérida y La Grita, con jurisdicción sobre las ciudades de La Grita, San Cristóbal, Gibraltar, Pedraza y Barinas y bajo dependencia de la Audiencia de Bogotá.
- 1607: Luego de varios años de lucha es capturado y ejecutado el indio Nigale.
- 1614: El corsario holandés Enrique de Gerard realiza el primer ataque pirata a Maracaibo.
- 3 de noviembre de 1622: pasa a ser gobernación de Mérida con Juan Pacheco Maldonado como gobernador.
- 1642: El pirata inglés William Jackson saquea Maracaibo.
- 1660: Se funda definitivamente Los Puertos de Altagracia
- 1666: El pirata francés Jean-David Nau, conocido como El Olonés, saquea Maracaibo y Gibraltar.Del ataque a Gibraltar solo sobrevivió chamuscado el cristo de la iglesia, el cual fue trasladado a Maracaibo.
- 1667: El pirata español Miguel El Vascongado ataca a Maracaibo.
- 1669: El pirata galés Henry Morgan saquea Maracaibo y Gibraltar.
- 31 de diciembre de 1676: Maracaibo (separada de la provincia de Venezuela) y Mérida-La Grita se unen en una gobernación llamada Provincia de Mérida del Espíritu Santo de Maracaibo (capital en Mérida) bajo dependencia de la Audiencia de Bogotá y luego es conocida como "provincia de Maracaibo" a partir de que en 1678 esa ciudad pasa a ser capital de la gobernación
- 1677: El pirata francés Michel de Grandmont saquea Maracaibo, Gibraltar y Trujillo.
- 1678: El gobernador Jorge de Madureira muda la capital a Maracaibo y cambia el nombre a Provincia de Maracaibo.
- 1709: Aparece a orillas del lago de Maracaibo la imagen de Nuestra Señora del Rosario de Chiquinquirá (La Chinita). Se construye la capilla de San Juan de Dios.
- 1712 El gobernador Francisco La Roche Ferrer construye la primera iglesia de San Juan de Dios.
- 1717: Venezuela es transferida de la jurisdicción de la Real Audiencia de Santo Domingo al virreinato de Nueva Granada.
- 1732: Al nombrarse a Martín de Lardizábal como gobernador de Venezuela, se le nombra además, comandante general de dicha provincia con jurisdicción militar en Maracaibo, Cumaná, Guayana, Trinidad y Margarita.
- 1739: Al informar sobre la reconstitución del Virreinato de la Nueva Granada, el rey se refiere a "Caracas, con el territorio de su Capitanía General". De esta forma, es evidente que en la jurisdicción militar el gobernador de la provincia de Caracas tenía superioridad sobre las otras provincias. Todas las provincias del virreinato fueron agrupadas en 3 comandancias militares generales: Caracas, Portobello y Cartagena.
- 1758: frailes capuchinos fundan la misión de San Antonio de Punta de Piedra, que en futuro será conocida como Cabimas
- 8 de septiembre de 1777: Se expide por orden del rey Carlos III la Real cédula de creación de la Capitanía General de Venezuela, agregándole las provincias circunvecinas a su jurisdicción "en lo gubernativo y militar" y ordenando a los gobernadores de dichas provincias que "obedezcan" al capitán general y "cumplan sus órdenes". Las provincias Cumaná, Maracaibo, Guayana, TrinidadTrinidad y Margarita son separadas del Virreinato de la Nueva Granada en lo gubernativo y militar y unidas con la de Venezuela. Además, las de Maracaibo y Guayana pasan de la jurisdicción de la Audiencia de Bogotá a la de Santo Domingo, a la cual ya pertenecen las otras.[4]
- 15 de febrero de 1786: Barinas fue erigida como provincia separándola de Maracaibo y Trujillo pasa a la jurisdicción de esta última.
- 1787: El gobernador Joaquín Primo de Rivera negocia con el Virreinato de la Nueva Granada la transferencia de la provincia de Riohacha a la Provincia de Maracaibo.
- 13 de agosto de 1790: Por real cédula se ordenó segregar de la provincia de Ríohacha el establecimiento de Sinamaica y agregarlo a la provincia de Maracaibo en la Capitanía General de Venezuela. El 1 de agosto de 1792 se llevó a cabo la transferencia.[5]
- 1790: Es fundada Santa Rita
- 1799: El Gobernador Fernando Mijares descubre y suprime una conspiración independentista.

### Régimen republicano
- Entre el 19 de abril de 1810 y el 30 de julio de 1812, los revolucionarios venezolanos mantienen juntas de gobierno en Caracas y en las provincias de Cumaná, Margarita, Barinas, Barcelona, Trujillo y Mérida, en tanto que Maracaibo, Coro y Guayana permanecen fieles a la Regencia que gobernaba en España. Las primeras declaran la independencia el 5 de julio de 1811. Maracaibo elige José Domingo Rus diputado a las Cortes de Cádiz.
- El 25 de julio de 1812 las fuerzas independentistas de Miranda capitularon. La Constitución de Cádiz fue jurada en Maracaibo el 24 de septiembre de 1812.[6] Fue jurada en Caracas el 21 de noviembre, creándose la Diputación Provincial de Venezuela. La Constitución permaneciendo en vigencia hasta 1814.
- Simón Bolívar entró en Caracas el 6 de agosto de 1813, pero en diciembre de 1814 los españoles reconquistaron el centro de Venezuela.
- La restablecida Constitución de Cádiz fue jurada en Caracas el 7 de junio de 1820, permaneciendo hasta 1823.
- 28 de enero de 1821: Francisco Delgado, gobernador español, declara la adhesión de la Provincia de Maracaibo a la causa de la independencia, rompiendo el armisticio y provocando la Batalla de Carabobo.
- 1822: Francisco Tomás Morales recaptura Maracaibo para los realistas.
- 24 de julio de 1823: El Almirante José Prudencio Padilla y el General Manuel Manrique derrotan a la escuadra realista en la bahía del Tablazo en el Combate naval del lago de Maracaibo, produciendo la capitulación de Morales, la provincia de Maracaibo se incorpora al Departamento de Venezuela de la Gran Colombia.
- 10 de noviembre de 1823: fue abandonado Puerto Cabello, el último reducto de los españoles en Venezuela.
- 1824: se crea el Departamento Zulia con la provincia de Maracaibo, siendo su primer intendente el general Rafael Urdaneta.
- 1830: Al separase Venezuela de la Gran Colombia, el Departamento Zulia volvió a llamarse Provincia de Maracaibo. Las provincias de Mérida y Coro se separaron inmediatamente, quedando la provincia integrada solamente por las secciones Zulia y Trujillo. Arriba al puerto de Maracaibo el primer cargamento de hielo reportado.
- 1831: La provincia de Trujillo se separa, quedando la provincia de Maracaibo compuesta solamente por el estado Zulia.
- 1835: Se establece la división de la provincia en: Cantón Maracaibo, Cantón Zulia, Cantón Perijá, Cantón Gibraltar y Cantón Altagracia.
- 1840: El puerto de Maracaibo pierde su condición de puerto internacional a favor de La Guaira. Cabimas es elevada a parroquia Eclesíastica
- 1848: Alzamiento de los aborígenes Wayuú.
- 1848: El Gobernador de la provincia desaprueba el fusilamiento del congreso efectuado por el presidente José Tadeo Monagas.
- 1850: Las parroquias la Ceiba y la Ceibita pasan a la provincia de Trujillo.
- 1856: Los cantones son divididos en parroquias.
- 1864: La provincia de Maracaibo pasa a llamarse Estado Zulia.

## Poblaciones
La provincia contaba con algunas poblaciones al momento de su fundación, algunas de estas fueron fundadas durante las provincias que la precedieron, la mayoría de las poblaciones se fundó en el siglo XVIII. La Provincia de Mérida fue fundada por Santa Fe de Bogotá en 1558, así como la Provincia de La Grita en 1559, la provincia de La Grita desapareció cuando fue unida a la provincia de Mérida en 1625, la provincia de Mérida incluía el actual estado Trujillo, la provincia de Maracaibo fue creada en 1676 con el territorio de la provincia de Mérida (actuales Mérida, Táchira y Trujillo) y el área del lago de Maracaibo cedida por la  Provincia de Venezuela.

## Territorio

### 1676 - 1786
Al momento de su creación la provincia de Maracaibo incluía el territorio de los actuales estados, Zulia, Trujillo, Mérida, Táchira, Apure y Barinas.
En 1777 se incorpora a la Capitanía General de Venezuela con dichos territorios.

### 1786 - 1810
En 1786 se crea la provincia de Barinas, la provincia Maracaibo queda con el territorio de los actuales estados Zulia, Trujillo, Mérida y Táchira.

### 1810 - 1823
En 1810 al declararse la Independencia de Venezuela, Trujillo, Mérida y Táchira se separan de Maracaibo y se adhieren a la independencia, Maracaibo y Coro se mantienen con los realistas.
En 1821 Maracaibo se declara a favor de la independencia.
En 1822 Francisco Tomás Morales recaptura Maracaibo.

### 1823 - 1830
El 24 de julio de 1823 el almirante Padilla gana la Batalla Naval del Lago de Maracaibo en la bahía del Tablazo, Morales capitula, y se consolida la independencia de Maracaibo y de Venezuela.
La Provincia de Maracaibo se une a Trujillo, Mérida, Coro, Táchira (conocido entonces como provincia de La Grita) y Barquisimeto, para formar el Departamento Zulia de la Gran Colombia.

### 1830 - 1831
Al separarse de la Gran Colombia adopta el nombre de provincia de Maracaibo e inmediatamente se separan las provincias de Mérida y Coro.

### 1831 - 1850
La provincia de Trujillo se separa en 1831. La provincia de Maracaibo queda integrada por el territorio en torno al Lago de Maracaibo.

### 1850 - 1864
En 1850 las parroquias La Ceiba y La Ceibita pasan a la provincia de Trujillo.

## División política

### Durante la Gran Colombia
| Provincia de Maracaibo (Capital: Maracaibo) | Provincia de Maracaibo (Capital: Maracaibo)                                                                     | Provincia de Maracaibo (Capital: Maracaibo)                            | Provincia de Maracaibo (Capital: Maracaibo)                           | Provincia de Maracaibo (Capital: Maracaibo) | Provincia de Maracaibo (Capital: Maracaibo)       |
| ------------------------------------------- | --- | ---------------------------------------------------------------------- | --------------------------------------------------------------------- | --- | ------------------------------------------------- |
| Cantón                                      | Maracaibo | Altagracia                                                             | Gibraltar                                                             | Zulia | Perijá                                            |
| Cabecera                                    | Ciudad de Maracaibo                                                                                             | Villa de Altagracia                                                    | Ciudad de Gibraltar                                                   | San Carlos de Zulia | El Rosario de Perijá                              |
| Parroquias (28)                             | Matriz, Santa Bárbara y San Juan de Dios (parroquias urbanas de la Ciudad de Maracaibo), Sinamaica y La Cañada. | Altagracia, San Antonio de Punta de Piedra, Ziruma, La Rita y Cabimas. | Gibraltar, Lagunillas, Misoa, Tomoporo, Moporo, Río Seco y San Pedro. | San Carlos de Zulia, Santa Bárbara de Zulia, Santa Rosa de Muenjepe, La Victoria, Santa Cruz de Zulia, San José de Las Palmas, San Miguel de Buenavista y El Pilar. | El Rosario de Perijá, Piche y San Fidel del Apón. |

### Después de la Gran Colombia

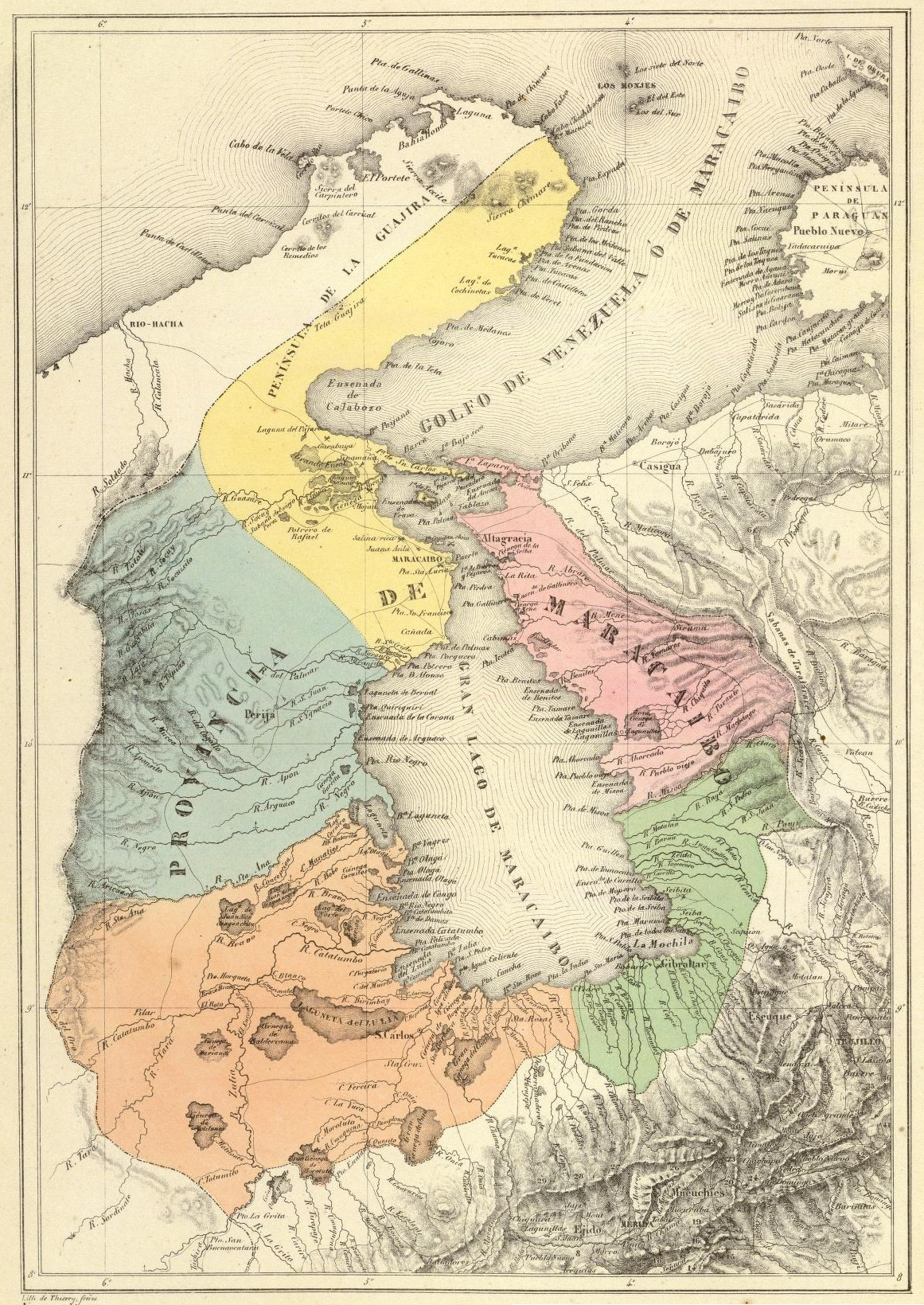
Provincia de Maracaibo en 1840.

Las áreas históricas de Maracaibo, Trujillo, Mérida y Táchira, actuaron de manera independiente durante la independencia, en 1830 al separarse Venezuela de la Gran Colombia, la provincia de Mérida (Mérida y Táchira) se separa de la provincia de Maracaibo, la nueva provincia integrada por el Zulia y Trujillo las mantuvo como divisiones.
En 1831 se separa Trujillo y en 1835 la sección Zulia se divide en 5 cantones: Altagracia, Gibraltar, Zulia, Perijá y Maracaibo.
En 1850 la Ceiba y la Ceibita pasan del cantón Gibraltar al cantón Escuque de la Provincia de Trujillo.
En 1856 los cantones son divididos en parroquias.
En 1864 con la creación del Estado Zulia el cantón Zulia cambia su nombre a cantón Fraternidad.